# Сугубина
Сугубина је тврђава која се налази 15km западно од Јагодине.